# Kirsten Vlieghuis
Kirsten Vlieghuis (Hengelo, 17 maggio 1976) è un'ex nuotatrice olandese.
Specializzata nello stile libero ha vinto due medaglie di bronzo alle Olimpiadi di Atlanta 1996.

## Palmarès
- Olimpiadi

Atlanta 1996: bronzo nei 400m sl e negli 800m sl.
- Mondiali

Perth 1998: bronzo negli 800m sl.
- Europei

Vienna 1995: argento nella 4x200m sl.
Istanbul 1999: argento negli 800m sl.
Helsinki 2000: bronzo negli 800m sl.
- Vincitrice della Coppa del Mondo delle distanze lunghe sl nel 1998